# Manuel Brunet
Manuel Brunet (Rosario, 16 de noviembre de 1985) es un exjugador argentino de hockey sobre césped que se desempeñó en la posición de volante.
Fue jugador de la Selección nacional, con la que ganó la medalla de oro en los Juegos Olímpicos de Río de Janeiro 2016, medalla de oro en los Juegos Panamericanos de Guadalajara 2011 y Toronto 2015 y obtuvo el tercer puesto en el Campeonato Mundial 2014.